# Croce militare (Polonia)
La Croce militare (in polacco: Krzyż Wojskowy) è un'onorificenza statale polacca istituita il 14 giugno 2007 dalla Repubblica Polacca.
L'onorificenza è suddivisa nei seguenti gradi:
| Assegnato per la prima volta | Assegnato per la seconda volta | Assegnato per la terza volta | Assegnato per la quarta volta |